# 사토미 미사토
사토미 미사토(일본어: 美里里美, 1995년 6월 21일 ~ )는 일본의 여성 엔카 가수이다.

## 주요 작품
- 夕月波止場 (해가지면, 2019년)
- 雨の海峡 (빗속의 해협, 2021년)
- 女ひとりの日本海 (여자 홀로 찾은 일본해, 2022년)

## 기타
- 취미: 노래방 가기, 과자 만들기, 샤미센, 샤쿠하치 연주하기
- 혈액형: A형
- 별명: 일본의 송가인